# Обирту
Обирту (рум. Obârtu) — село у повіті Телеорман в Румунії. Входить до складу комуни Тетерештій-де-Жос.
Село розташоване на відстані 73 км на захід від Бухареста, 40 км на північ від Александрії, 109 км на схід від Крайови.

## Населення
За даними перепису населення 2002 року у селі проживали 38 осіб, усі — румуни. Усі жителі села рідною мовою назвали румунську.